# Dirka po Franciji 2004
| Mesto | Ime               | Država      | Ekipa               | Čas         |
| ----- | ----------------- | ----------- | ------------------- | ----------- |
| 1     | Lance Armstrong   | ZDA         | U.S. Postal Service | 83h 36' 02' |
| 2     | Andreas Klöden    | Nemčija     | T-Mobile            | 6' 19"      |
| 3     | Ivan Basso        | Italija     | Team CSC            | 6' 40"      |
| 4     | Jan Ullrich       | Nemčija     | T-Mobile            | 8' 50"      |
| 5     | José Azevedo      | Portugalska | U.S. Postal Service | 14' 30"     |
| 6     | Francisco Mancebo | Španija     | Illes Balears       | 18' 01"     |
| 7     | Georg Totschnig   | Avstrija    | Gerolsteiner        | 18' 27"     |
| 8     | Carlos Sastre     | Španija     | Team CSC            | 19' 51"     |
| 9     | Levi Leipheimer   | ZDA         | Rabobank            | 20' 12"     |
| 10    | Oscar Pereiro Sio | Španija     | Phonak              | 22' 54"     |

Dirka po Franciji 2004 je bila 91. dirka po Franciji, ki je potekala leta 2004.

## Pregled
| Kategorije                          | Podatki       |
| ----------------------------------- | ------------- |
| Začetek-konec                       | Liege - Pariz |
| Dolžina (km)                        | 3.391,1       |
| Število etap                        | 20            |
| Povprečna hitrost zmagovalca (km/h) | 40,553        |
| Kolesarjev                          | 188           |
| Tekmo končalo                       | 147           |